# Quinchamalium linifolium
Quinchamalium linifolium är en tvåhjärtbladig växtart som beskrevs av Franz Julius Ferdinand Meyen och Walpers. Quinchamalium linifolium ingår i släktet Quinchamalium och familjen Schoepfiaceae. Inga underarter finns listade i Catalogue of Life.